# Rhoetosaurus brownei
Il roetosauro (Rhoetosaurus brownei) è un dinosauro erbivoro appartenente ai sauropodi. Visse nel Giurassico medio (circa 170 milioni di anni fa) e i suoi resti fossili sono stati ritrovati in Australia. È il più antico sauropode rinvenuto in Australia.

## Descrizione
Questo animale è noto per uno scheletro incompleto, sprovvisto di cranio. Le parti dello scheletro finora note includono gran parte delle vertebre (tranne l'estremità della coda), gran parte delle zampe posteriori, costole, parte della pelvi. Questi resti hanno permesso di ricostruire un dinosauro sauropode lungo circa 12 -15 metri, dotato di zampe posteriori massicce ma dalla struttura primitiva, un corpo voluminoso e un collo lungo come quello di tutti i sauropodi. Le prime ricostruzioni di questo animale lo mostravano simile al ben noto Camarasaurus nordamericano, ma è probabile invece che Rhoetosaurus fosse di aspetto più simile a Cetiosaurus o Shunosaurus.

## Scoperta dei fossili
Nel 1924 Heber Longman, un paleontologo dilettante (in seguito direttore del Queensland Museum di Brisbane, venne a conoscenza di un grande scheletro fossile di un rettile rinvenuto presso la Durham Downs Station vicino a Roma, nel Queensland centrale. Il capo della stazione, Arthur Browne, mandò alcuni frammenti di ossa a Longman (e in seguito venne onorato con l'epiteto specifico del dinosauro, brownei). L'iniziale ritrovamento fu di 22 vertebre caudali (comprendenti una serie di 16 ossa in connessione anatomica) e altri pezzi di ossa frammentari provenienti dalle zampe posteriori. Poco dopo l'annuncio ufficiale della scoperta, Longman andò sul luogo del ritrovamento e rinvenne altri pezzi dello scheletro, tra cui altre vertebre dell'area toracica, parti di costole, alcune vertebre caudali, gran parte del femore e della pelvi e una vertebra cervicale. Ulteriore materiale venne ritrovato nel 1975 da Mary Wade e Alan Bartholomai, e altro ancora da un team comprendente Tom Rich, Anne Warren, Zhao Xijin e Ralph Molnar. Ad oggi lo scheletro manca della parte finale della coda, delle zampe anteriori e del cranio.

## Classificazione
Rhoetosaurus (il cui nome deriva da Rhoetus, un titano della mitologia greca) è considerato un sauropode primitivo. Sia Longman che Friedrich von Huene notarono le caratteristiche primitive di questo animale: Rhoetosaurus è stato a lungo attribuito alla famiglia dei cetiosauridi, poiché fino agli anni '80 quasi tutti i sauropodi primitivi del Giurassico venivano attribuiti a quella famiglia. Ora che i paleontologi ritengono i cetiosauridi un gruppo parafiletico, Rhoetosaurus non è più considerato uno stretto parente di Cetiosaurus. Possibili parentele sono state proposte con Shunosaurus, un sauropode cinese del Giurassico medio dotato di mazza caudale (e perciò alcuni paleontologi ipotizzano che anche Rhoetosaurus ne possedesse una). La forma del piede suggerisce che Rhoetosaurus fosse un sauropode piuttosto primitivo, e che filogeneticamente non facesse parte del clade Neosauropoda.